# 鄭友榮
鄭友榮（： Jung Woo-Young，1999年11月26日—），為韓國歌手、舞者，KQ娛樂旗下男子團體ATEEZ的成員。2018年10月24日出道，在隊內擔任主舞及副唱。

## 生涯

### 出道前
就讀位於高陽市一山東區的楓山中學校，中學時期曾參加舞蹈學會，因享受舞台表演而夢想成為偶像歌手。畢業於韓林演藝藝術高等學校，現正就讀全球網絡大學放送演藝學系。
曾為Big Hit娛樂（現HYBE）練習生，認識當時同為練習生、現為另一ATEEZ成員的呂尚。離開前公司後，友榮於2017年跟隨呂尚進入KQ娛樂，是合流團體的最後一員。
2017年10月，參加選秀節目《MIXNINE》。友榮在第一輪競演表演＜Very Good＞，並以總排名第132名被淘汰。

### ATEEZ出道
2018年10月24日，ATEEZ發行迷你專輯《TREASURE EP.1 : All To Zero》，同日舉行「ATEEZ Debut Showcase」正式出道。
2021年6月，Mnet營運的Studio Choom於官方社交帳號公布6月份「Artist Of The Month」企劃主角為ATEEZ友榮。6月20日，於YouTube頻道公開＜Artist Of The Month 'Bad' covered by ATEEZ WOOYOUNG＞影片，選曲Christopher－＜Bad＞的舞蹈表演影片公開後登上YouTube影片全球趨勢一位，四星期內達5百萬點擊率。記錄準備和練習過程的幕後影片於6月26日上傳。

## 影視作品
- 僅列出個人參與的影視作品，團體作品請參閱ATEEZ#影視作品

### 官方頻道單元
| 日期            | 名稱                                                        | 集數 |
| 2020年1月17日－ | 맛있게 먹우영 / Enjoy Muk Woo Young                         | 4集  |
| 2020年8月20日－ | 우영의 리얼 로그_우리vlog / O.S.O.S (Our Side Of the Story) | 7集  |

### 綜藝節目
| 日期           | 電視台／網絡平台     | 節目名稱                          | 共同出演成員 |
| 2019年10月2日  | Mnet                 | TMI News                          | 弘中         |
| 2019年10月2日  | MBC every1           | Weekly Idol                       | 潤浩         |
| 2020年1月15日  | M2 YouTube           | Tingle Interview                  | 傘           |
| 2021年1月23日  | SBS Hanbam YouTube   | 고기서 고기 Meat Up               | 弘中、呂尚   |
| 2021年3月11日  | Soy ASMR YouTube     | Soy X ATEEZ                       | 星化         |
| 2021年6月26日  | Studio Choom YouTube | Artist Of The Month Choreo-Record |              |
| 2021年9月25日  | tvN                  | 驚人的星期六                      | 傘           |
| 2021年11月12日 | Disney+              | Running Man向前衝                 |              |